# ホアン・ティ・ティン
ホアン・ティ・ティン（越: Hoàng Thị Tình、漢：黃氏靜、1994年6月4日 - ）は、ベトナムのタインホア省出身女子柔道家である。階級は48kg級。

## 経歴
15歳から柔道を始め、当初は58kg級だったが、体格的に不利とのコーチからの進言もあり48kg級に階級を落した。その後東南アジア競技大会で優勝する等キャリアを重ね、2024年パリオリンピックにベトナム女子選手として久しぶりの出場となったが、初戦で敗退した。

## 脚註
1. ↑  “Hoàng Thị Tình: Cô gái judo có gương mặt hay cười”. Báo SÀI GÒN GIẢI PHÓNG. (2024年6月22日) 2025年4月24日閲覧。
2. ↑  “Hoàng Thị Tình và 15 năm theo đuổi giấc mơ judo Olympic”. VNEXPRESS (2024年7月27日). 2024年8月11日閲覧。